# شهرستان البینو، میشیگان
شهرستان البینو، میشیگان (به انگلیسی: Albion Township, Michigan) یک منطقهٔ مسکونی در ایالات متحده آمریکا است که در ایالت میشیگان واقع شده‌است.

## خصوصیات
شهرستان البینو ۸۵٫۶ کیلومترمربع مساحت و ۱٬۲۰۰ نفر جمعیت دارد و ۳۰۸ متر بالاتر از سطح دریا واقع شده‌است.